# 612 (tal)
612 är det naturliga heltal som följer 611 och följs av 613.

## Matematiska egenskaper
- 612 är ett jämnt tal.
- 612 är ett sammansatt tal.
- 612 är ett ymnigt tal
- 612 är ett praktiskt tal.
- 612 är ett Harshadtal.
- 612 är ett Ulamtal.

## Inom vetenskapen
- 612 Veronika, en asteroid.